# Pyrénées (revue)
La revue Pyrénées, nommée à ses origines Bulletin des excursionnistes du Béarn, puis Bulletin pyrénéen, publie des articles sur des sujets ayant trait aux Pyrénées. Les premières années suivant sa création, ce sont essentiellement des récits de courses en montagnes qui étaient publiés. La ligne éditoriale de la revue s'est ensuite élargie pour s'intéresser à tous les thèmes en relation avec la chaîne des Pyrénées, aussi bien actuels qu'historiques. Sa rédaction et son administration sont assurées par une équipe bénévole appartenant à l'Association des amis du musée pyrénéen de Lourdes. La diffusion de la revue Pyrénées est désormais trimestrielle.

## Historique duBulletin pyrénéen

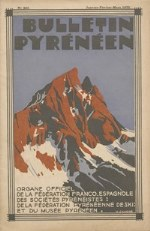
Page de couverture du Bulletin pyrénéen de 1932.

En 1896, paraissait à Pau le premier Bulletin des excursionnistes du Béarn. Ses créateurs béarnais avaient en effet souhaité consigner sur le papier les horaires et les impressions des courses en montagne qu’ils réalisaient.
Cette publication, bientôt rebaptisée Bulletin pyrénéen, ce qui témoignait d’un souci d’ouverture à d’autres contributeurs, allait devenir une référence dans le milieu montagnard pyrénéen, et attirer la collaboration, non seulement des grimpeurs les plus renommés de l’époque (George Cadier, Henry Russell, Louis Le Bondidier, Maurice Heïd, Georges Ledormeur, Jean Arlaud, Raymond d’Espouy, Robert Ollivier…) mais aussi de montagnards à l’esprit plus encyclopédique comme Ludovic Gaurier, Henri Beraldi, Franz Schrader ou Alphonse Meillon.
Ce dernier prenait d’ailleurs la direction du Bulletin pyrénéen à partir de 1912 pour ne la laisser qu’à sa mort en 1933. Son successeur, Raymond Ritter, brillant érudit béarnais, allait insuffler une touche littéraire et artistique à la revue en attirant des plumes de talent comme l’universitaire toulousain Jean Fourcassié, entre autres.

## La revue devientPyrénées
Malmené par la guerre, avec une parution aléatoire, le « vieux » Bulletin allait renaître en 1950 sous une forme modernisée et avec un programme éditorial élargi. La nouvelle revue s’appellerait Pyrénées tout simplement et elle s’intéresserait à tout ce qui touche le monde et la vie des Pyrénées, de l’est à l’ouest, et des deux côtés de la frontière : pyrénéisme et courses en montagne bien sûr, mais aussi histoire, arts et lettres, sciences de la vie et de la terre, vie en montagne, patrimoine, économie, écologie, bibliographie, actualité pyrénéenne, etc.
La revue se situait ainsi au carrefour de toutes les Pyrénées et devenait une véritable encyclopédie du pyrénéisme de notre temps, suscitant la collaboration de signatures célèbres ou moins connues, mais tout aussi compétentes. Depuis 2013, une ouverture importante a été réalisée vers des auteurs ibériques, accentuant le caractère transfrontalier de la revue.
Pyrénées était très liée dès sa naissance à l’œuvre du Musée pyrénéen de Lourdes ; c’est l’association des Amis de ce même musée qui en assurait – et en assure toujours – la publication. La rédaction, l’administration et la gestion de la revue sont le fait d’un travail bénévole, les professionnels n’intervenant que pour la réalisation matérielle (PAO, impression, brochage, routage).
La parution trimestrielle a été tenue depuis 1950, et les rédacteurs en chef qui se sont succédé ont tous eu à cœur de respecter la règle d’éclectisme et d’ouverture édictée en 1950.
La consultation des sommaires des plus de 500 numéros parus depuis 1896 montre la richesse documentaire considérable accumulée au fil des ans.
La structure actuelle d'un numéro de Pyrénées comprend quatre à six articles de fond (en fonction de leur longueur) auxquels s'ajoutent des rubriques permanentes. Parmi ces rubriques, les plus importantes sont : « Lectures » qui rend compte de l'actualité des livres consacrés aux Pyrénées, et « Chroniques » qui suit la vie du massif dans tous les domaines. Enfin, une page est consacrée au Musée pyrénéen de Lourdes et à son actualité. Sur 112 pages que compte un numéro de Pyrénées, ces rubriques d'actualités en occupent trente. Ponctuellement, des dossiers ou des numéros spéciaux sont consacrés à un sujet particulier.

## Diffusion
Les 800 exemplaires trimestriels de Pyrénées sont diffusés essentiellement par abonnement ; on peut aussi trouver la revue en vente au numéro dans une douzaine de librairies de la région pyrénéenne.